# Десети конгрес СК Босне и Херцеговине
Десети конгрес Савеза комуниста Босне и Херцеговине одржан је од 7. до 9. децембра 1989. у згради Скупштине СР Босне и Херцеговине у Сарајеву. Конгресу је присуствовало 543 делегата. Због заказивања Четрнаестог ванредног конгреса СКЈ, конгрес СК Босне и Херцеговине одржан је шест месеци пре предвиђеног рока (мај 1990).
Конгрес је отворио Нијаз Дураковић председник Председништва ЦК СК Босне и Херцеговине који је подено уводни реферат. Гости конгреса испред Централног комитета СКЈ присуствовали су Ивица Рачан и Момир Грбовић, чланови Председништва ЦК СКЈ, а гост конгреса био је и Али Шукрија. За разлику од претходних пута, Конгрес није радио у комисијама, већ су сва три дана одржаване пленарне седнице.
СК Босне и Херцеговине ја на Конгресу остао веран начелу демократског централизма, али уз нужну редефиницију, разраду и савремену „реформску и обновитељску интерпретацију”. Конгрес није изразио јасан став против надгласавања о Програму СКЈ, као и питањима која се односе на равноправност народа и народности, република и покрајина. Будућност вишестраначкога система зависила је од одлуке грађана Босне и Херцеговине и њихових интереса. СК Босне и Херцеговине успротивио се предлогу конфедерализације Југославије, политичком организовању на националној основи, као и деполитизацији Југословенске народне армије (ЈНА). Расправе делегата на Конгресу дотицале су се у великој мери афера Агрокомерц и Неум, а група делегата предложила је да се из чланства СКЈ искључе некадашњи чланови ЦК СКЈ и ЦК СК БиХ, коју су умешани у ове афере. Статутарним изменама поново је уведена функција председника Централног комитета, док је Председништво ЦК СК БиХ остало његов извршно-политички орган. Такође, укинути су једногодишњи мандати на руководеће функције.
Другог дана Конгреса, делегати су од 102 предложена кандидата тајним гласањем изабрали 80 чланова Централног комитета Савеза комуниста Босне и Херцеговине. На исти начин изабрано је 20 кандидата, од 27 предложених, за чланове Централног комитета Савеза комуниста Југославије. На првој седници Централног комитета, одржаној у паузи Конгреса, 9. децембра, за председника Централног комитета СК БиХ изабран је тајним гласањем Нијаз Дураковић, досадашњи председник Председништва ЦК СК БиХ. Од 75 чланова ЦК који су гласали Дураковић је добио 57, а његов против кандидат др Џемал Соколовић 15 гласова. Трећи кандидат за председника ЦК СК БиХ био је Смајо Бешлија, али од стране делегата није изабран у Централни комитет.

## Централни комитет
Другог дана Десетог конгреса 8. децембра 1989. делегати су тајним гласањем од 106 предложених кандидата изабрали 80 чланова Централног комитета Савеза комуниста Босне и Херцеговине. Од 540 присутних делегата, гласало је 538, од тога је било 514 важећих и 26 неважећих листића (углавном због тога што су делегати заокружили већи број кандидата од броја који се бира). Изабрани чланови Централног комитета СК Босне и Херцеговине:
1. Русмир Агачевић
2. Горан Ајановић
3. Садија Атић
4. Анте Базина
5. Драган Бањац
6. Хамдо Баручија
7. Драгутин Башовић
8. Мехо Башић
9. Сенад Биједић
10. Милорад Бодрожа
11. Рефик Брадарић
12. Слободанка Вујовић
13. Стојан Вуковић
14. Јуре Галић
15. Мустафа Голић
16. Бранислав Гркавац
17. Аднан Громић
18. Керим Диздар
19. Нијаз Дураковић
20. Нада Ђаковић
21. Мато Ђукић
22. Марко Зиројевић
23. Божо Јовичић
24. Миливоје Јотановић
25. Иван Јуришић
26. Салих Јусин
27. Халем Кадић
28. Мирко Карач
29. Емина Кечо
30. Десимир Ковач
31. Иво Комшић
32. Славко Копуз
33. Драган Крагуљ
34. Рајко Кузмановић
35. Златко Лагумџија
36. Миро Лазовић
37. Мехо Лепара
38. Крстан Малешевић
39. Чедо Мандић
40. Божо Марковић
41. Јурај Мартиновић
42. Мартин Микић
43. Милена Милошевић
44. Драгољуб Мучибабић
45. Звонко Николић
46. Хасан Нуркић
47. Џеват Османчевић
48. Мухарем Прцић
49. Здравко Радмановић
50. Зоран Перковић
51. Жарко Петровић
52. Нађа Пашић
53. Борка Пешут
54. Војислав Попадић
55. Раденко Попић
56. Никола Розић
57. Фадил Садикбашић
58. Мира Сладоје
59. Биљана Смајовић
60. Џемал Соколовић
61. Умихана Софић
62. Крсто Стјепановић
63. Никола Стојановић
64. Миомира Таушан
65. Зулејха Терзић
66. Љиљана Тодоровић
67. Алекса Ћеклић
68. Махмут Ћимић
69. Касин Ћуртовић
70. Мирјана Угљен
71. Мустафа Фејзић
72. Карло Филиповић
73. Мухидин Хамаџић
74. Суљо Хамџић
75. Фикрет Хасановић
76. Јадранко Хаџисејдић
77. Хамдија Чалук
78. Мирсад Џапо
79. Јован Шарац
80. Хатиџа Шишић

## Председништво ЦК
Председништво Централног комитета Савеза комуниста Босне и Херцеговине имало је 13 чланова од чега је 11 бирао Централни комитет, док су двојица били чланови по функцији — председник Централног комитета СК БиХ и председник Градског комитета СК Сарајева. На првој седници Централног комитета одржаној 9. децембра 1989. за чланове Председништва изабрани су:
1. Мехо Башић
2. Керим Диздар
3. Емина Кечо
4. Иво Комшић
5. Драган Крагуљ
6. Златко Лагумџија
7. Крстан Малешевић
8. Крсто Стјепановић
9. Никола Стојановић
10. Миомира Таушан
11. Карло Филиповић